# ATV (rete televisiva turca)
(Slogan del canale)
ATV è un'emittente televisiva nazionale turca. Messo in onda per la prima volta nel 1993 da parte della Dinç Bilgin, è stato in seguito acquistato dalla Ciner Group. Attualmente appartiene alla Çalık Holding. Si possono seguire le trasmissioni in tutta Turchia ed anche in Europa.
ATV è un canale che dà soprattutto importanza ai telefilm, molto seguiti in Turchia.